# Somma Vesuviana
Somma Vesuviana é uma comuna italiana da região da Campania, província de Nápoles, com cerca de 32.838 habitantes. Estende-se por uma área de 30 km², tendo uma densidade populacional de 1095 hab/km². Faz fronteira com Brusciano, Castello di Cisterna, Ercolano, Marigliano, Nola, Ottaviano, Pomigliano d'Arco, Sant'Anastasia, Saviano, Scisciano.

## Demografia
| Variação demográfica do município entre 1861 e 2011                               |
|                                                                                   |
| Fonte: Istituto Nazionale di Statistica (ISTAT) - Elaboração gráfica da Wikipedia |